# Aaata finchi
Aaata finchi (лат.) — вид крупных жуков-златок. Единственный представитель рода Aaata Semenov-Tian-Shanskij, 1906.

## Распространение
Белуджистан (Иран)

## Описание
Один из крупнейших видов семейства Златки. Достигает 7 см в длину.

## Систематика
В качестве жука первоначально был описан в роде Julodis
- Aaata finchi (синоним = Julodis finchi Waterhouse, 1884)

Название рода также известно как синоним в типе Губки. В их семействе Microcionidae (Demospongiae) есть два таких вида:
- Aaata brepha (de Laubenfels, 1930)[2][3][4][5][6][7][8]; также как Anaata brepha[7][8][9][10]
- Aaata spongigartina (de Laubenfels, 1930)[11][12][13][14][15]; также как Anaata spongigartina[14][15][16]

Эти названия являются синонимами для Clathria brepha и Clathria spongigartina соответственно (de Laubenfels, 1930), признанными в настоящее время валидными